# Raj Montana Band
Raj Montana Band var Dan Hylanders och Py Bäckmans gemensamma kompband. Namnet kommer från bandets ursprungliga namn, Ray Montana and his Moonlight Boys. Medlemmar i bandet varierade genom åren. Många av dem ingick i vad som på 1980-talet kallades för studioeliten. Bandet upplöstes 1985. 1997 återuppstod bandet för en återföreningsturné samt en samlingsskiva med några nyinspelade spår på. 2017 återuppstod bandet igen.

## Bandmedlemmar

### Fasta medlemmar
Fasta musiker i Raj montana band under dess stora framgångar 1980-1984 och vid återföreningen 1997
- Pelle Alsing – Trummor (1980–1985)
- Clarence Öfwerman – Klaviatur (1980–1985)
- David Carlson – Gitarr (1980–1985)
- Ola Johansson – Basgitarr (1981–1985)
- Hasse Olsson – Hammondorgel och klaviatur (1980–1985)

### Övriga musiker
Musiker som medverkat och/eller som varit medlemmar under kortare perioder
- Mats Ronander, gästar med munspel, gitarrer och kör på många av Py och Dan och Raj Montana bands skivor. Producerade dessutom plattorna Sista föreställningen (1983) och Kvinna från Tellus (1984) av Py och RMB.
- Åke Sundqvist, slagverk på alla skivor av Dan och Py med RMB från 1980 till slutet 1985, var sedermera trummis i Dans projekt Kosmonaut och Dansband.
- Mats "Mackan" Englund, bas på första uppsättningen av RMB, stand-in för Ola Johansson under parkturnén 1984, var sedermera basist i första uppsättningen av Dans projekt Kosmonaut 1986.
- Sam Bengtsson, bas på skivan September från 1981
- Peter Milefors, trummor, stand-in för Pelle Alsing 1982, på liveskivorna Bella Notte (Dan) och Belle jour (Py)
- Tove Naess, körar under turnén för Om änglar och sjakaler (Dan) och Kvinna från Tellus (Py)
- Anne-Lie Rydé, körar under turnén för Om änglar och sjakaler (Dan) och Kvinna från Tellus (Py)
- Håkan Nyberg, trummor i första uppsättningen av RMB
- Leif Lindvall (trumpet), Glen Myerscough (tenorsax), Agneta Olsson, (kör), Johan Stengård (altsax), på skivan Calypso

## Diskografi

### Studioalbum
- 1978 – Raj Montana Band
- 1979 – Döende oskuld
- 1981 – September
- 1983 – Calypso
- 1983 – Sista föreställningen
- 1984 – Kvinna från Tellus
- 1984 – ...om änglar o sjakaler
- 2019 – Indigo

### Livealbum
- 1982 – Bella Notte
- 1982 – Belle De Jour
- 1985 – Tele-Gram Långt Farväl

### Samlingsalbum
- 1997 – Hits! 1980-97
- 1998 – Svenska popfavoriter - 15 hits